# Pseuderiopus
Pseuderiopus là một chi bướm đêm thuộc họ Noctuidae.